# Alexander Bernstein
Alexander Serge Leonard Bernstein (New York, 7 luglio 1955 – New York, 22 luglio 2025) è stato un educatore e insegnante statunitense.

## Biografia
Alexander Bernstein era uno dei tre figli del compositore, pianista e direttore d'orchestra Leonard Bernstein, insieme a Jamie, attrice e autrice di libri, e Nina.
Bernstein conseguì un Master in educazione inglese presso la New York University e una laurea presso la Harvard University. Studiò recitazione e lavorò come associato alla produzione presso l'unità documentaria di ABC News. 
Fu presidente della Artful Learning, Inc. e presidente fondatore del Leonard Bernstein Center For Learning. Prima della sua partecipazione a tempo pieno al centro, Bernstein fu docente per cinque anni al Packer-Collegiate Institute di Brooklyn: inizialmente come insegnante di seconda elementare, poi come insegnante di recitazione per la scuola media. 

## Filmografia

### Cinema
- Daniel, regia di Sidney Lumet (1983)